# سرحد واخان
سرحد (به لاتین: Sarhadd) یک منطقهٔ مسکونی در افغانستان است که در ولایت بدخشان (افغانستان) واقع شده‌است.